# Carlo Andreoli
Carlo Marie Andreoli (Amsterdam, 17 maart 1945) is een Nederlands glazenier en glaskunstenaar.

## Leven en werk
Andreoli is een zoon van Andreas Hendricus Augustinus Andreoli (1898-1951), directeur van een rubbermaatschappij in Amsterdam, en Marie Jacqueline Wilhelmina Johanna Schwartz. Hij studeerde aan het Instituut voor Kunstnijverheidsonderwijs in zijn geboorteplaats, maar brak de studie voortijdig af en trad in 1963 in dienst bij het glasatelier Van Tetterode, waar hij een aantal jaren werkte. Hij leerde er werken met glas-appliqués en legde er contacten met vertegenwoordigers uit Amerika. Op uitnodiging trok hij enige tijd naar de Verenigde Staten, waar hij werkte bij Willet Stained Glass Studios in Philadelphia (1967) en later meedeed aan een tentoonstelling in het Museum of Contemporary Crafts in New York (1968). In 1968 vestigde hij zich in Blaricum.
Zijn eerste grote opdracht kreeg Andreoli in 1967, hij maakte een abstract raam voor het Evoluon in Eindhoven geïnspireerd op de cellulaire wereld. Behalve glas-appliqués maakte hij ook glas-in-betonramen, wandobjecten en glasplastieken. Hij experimenteerde met nieuwe technieken en zorgde voor lichteffecten door het glas op een bepaalde manier te lijmen, slijpen of smelten. Naast glas verwerkte hij ook aluminium en plexiglas. Vanaf 1974 richtte hij zich meer op de vrije kunst, waarbij hij maatschappelijke verschuivingen in beeld bracht door mensen in hun leefomgeving te portretteren. Na een familiebezoek aan de Verenigde Staten, waar hij zag dat blankhouten meubels in trek waren, richtte hij in 1976 de Blankhout Nederland Franchising bv op, die zich specialiseerde in het verwijderen van lak- en verflagen van meubels.

## Werken (selectie)
- glas-appliquéraam (1967) voor het Evoluon in Eindhoven
- vier ramen (1967) voor de Opstandingskerk in Monnickendam
- raam (1969) voor het Prins Claus Conservatorium in Groningen
- raam (1969) voor de Vierde Christelijke Huishoudschool in Rijswijk
- raam (1970) voor de aula van het zusterhuis van het Wilhelmina Gasthuis in Amsterdam
- glaspui (1970) voor de gemeentelijke muziekschool in Groningen
- raam (1972) voor de Winklerschool in Amsterdam
- raam (1972) voor de Willem Wiegerschool in Huizen
- raam (1973) voor het Algemeen Burgerlijk Pensioenfonds in Heerlen
- raam (1975) voor Publieke Werken in Soest
- Triptiek (1975), glas in beton, voor de Daltonschool aan de Meent in Hilversum (na vandalisme verwijderd)
- Abraham Kuyperraam (1976) voor de Vrije Universiteit Amsterdam
- raam (1976) voor de reinigingsdienst in Utrecht
- glas-appliqué voor het stadhuis van Ridderkerk

## Afbeeldingen

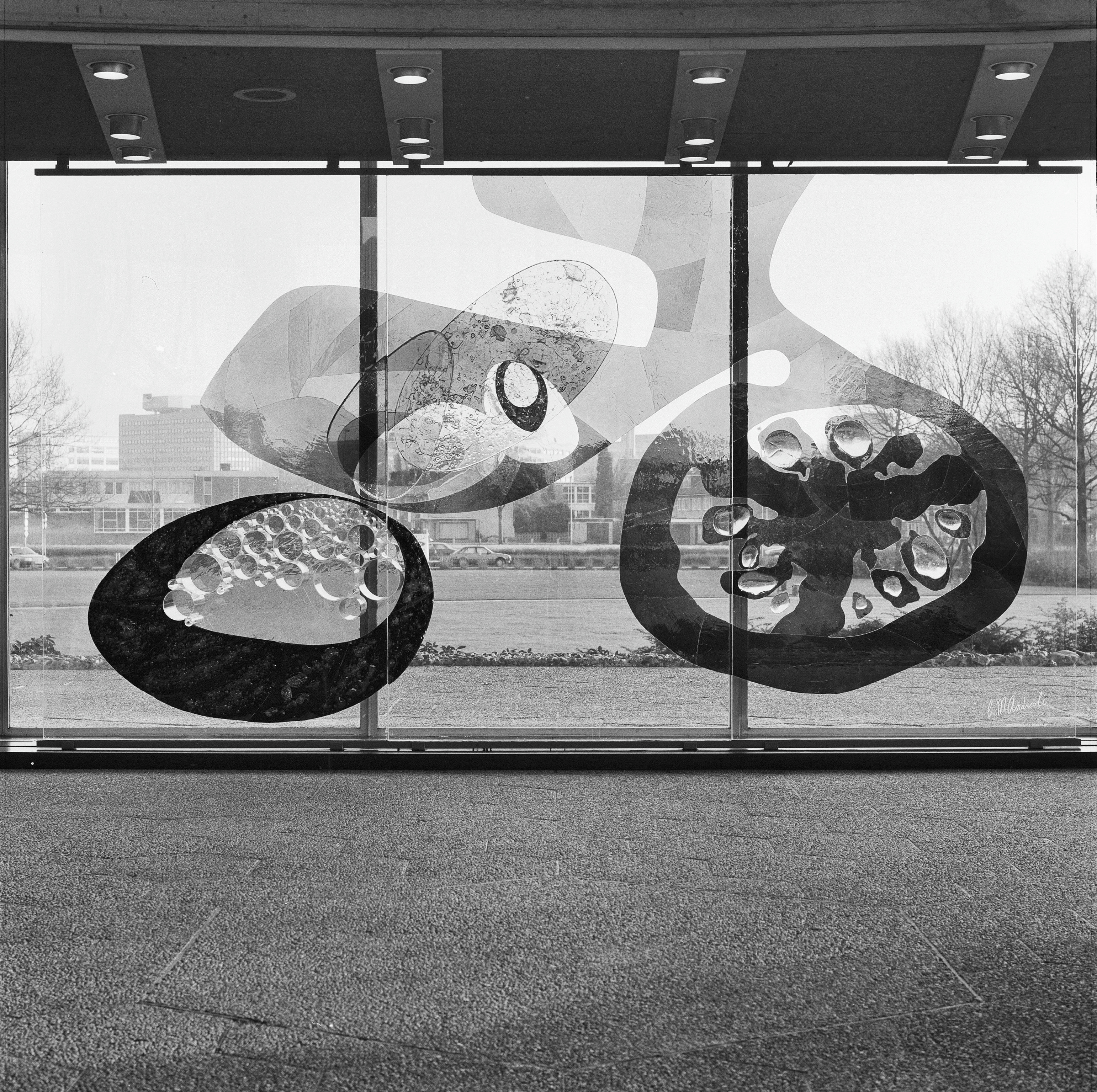
Evoluon, Eindhoven
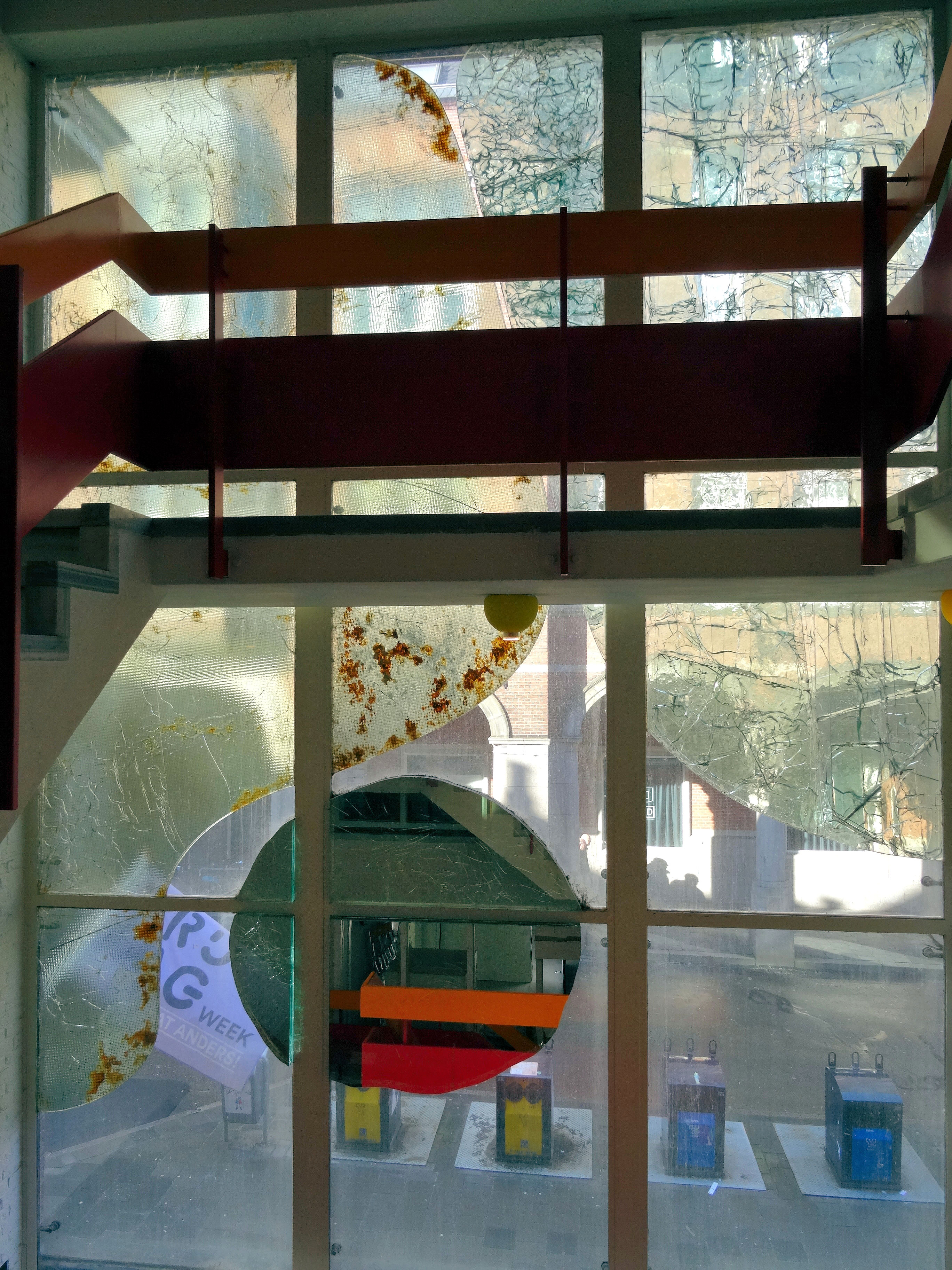
Muziekschool, Groningen